# Cablevisión del Norte
Cablevisión del Norte es una compañía de Guatemala que brinda servicios Internet de banda ancha, televisión por cable y pauta publicitaria por medio de su canal local, Canal 9. Actualmente situado en el municipio de Morales, Izabal. brinda servicios a todo el casco urbano del municipio y aldeas circunvecinas, cuenta con la preferencia de la mayoría de la población que disfrutan  de sus servicios, su canal local llamado "Canal 9" transmite en vivo las diferentes actividades que se realizan en el municipio y cuentan con un programa familiar de variedades “15 Grados norte” que se transmite los domingos de 10 a 12 Am y un noticiero “Noticias CDN” con trasmisión de lunes a viernes de 6 a 7 p. m..

## Historia
Años 1996
Sus orígenes se remontan al año 1996, cuando comienza a ofrecer televisión paga en la localidad de Morales, Izabal - y empieza a brindar servicio de cable en algunos sectores del municipio.
Siglo XXI
En la primera década del siglo XXI, Cablevisión del Norte se consolida como una empresa de éxito siendo de gran influencia y ayuda al municipio de Morales. En 2017 agregan el servicio de Internet de banda ancha por medio de microondas y fibra óptica y pronto se convirtieron en la empresa referente en la región recibiendo una gran aceptación de los consumidores.

## Adquisiciones
Cablevisión del Norte ha adquirido una empresa de cable llamada ASA Cablevision convirtiéndose en una empresa más sólida y con mayor cobertura